# Alex J. Kay
Alex J. Kay (Kingston upon Hull, 8 marzo 1979) è uno storico britannico.
Si è specializzato sulla storia della Germania nazista, distinguendosi come accademico di primo piano sul Terzo Reich e la storia tedesca. Nel 2006 ha ricevuto il primo Premio George L. Mosse della rivista Journal of Contemporary History per l'articolo "Germany's Staatssekretäre, Mass Starvation and the Meeting of 2 May 1941"., un aspetto da lui affrontato nella sua tesi di dottorato.
Ha pubblicato articoli su diversi grandi quotidiani tedeschi, come la Frankfurter Allgemeine Zeitung e la Süddeutsche Zeitung, il berlinese Der Tagesspiegel, e il settimanale nazionale Der Freitag, il cui redattore-capo è Jakob Augstein.
Dal luglio 2014 al dicembre 2016, Kay è stato il primo Senior Academic Coordinator all' Institute of Contemporary History di Munich-Berlin, dove ha coordinato il gruppo che ha preparato la versione in lingua inglese dell'edizione in 16 volumi de The Persecution and Murder of the European Jews by Nazi Germany, 1933–1945, uscita originariamente in tedesco. Nel 2016, è stato eletto membro a vita della Royal Historical Society. Insegna al Dipartimento di Storia all'Università di Potsdam dal 2017.

### Libri
- Exploitation, Resettlement, Mass Murder: Political and Economic Planning for German Occupation Policy in the Soviet Union, 1940–1941, Series: Studies on War and Genocide, Vol. 10, Berghahn Books, New York/Oxford 2006, ISBN 1-84545-186-4. [I ed., Berlin, Humboldt Uni., PhD thesis, 2005 col titolo Neuordnung and Hungerpolitik]; edizione tascabile, 2011, ISBN 1-84545-186-4.
- Nazi Policy on the Eastern Front, 1941: Total War, Genocide, and Radicalization, curatela con Jeff Rutherford e David Stahel, Prefazione di Christian Streit, Series: Rochester Studies in East and Central Europe, Vol. 9, University of Rochester Press, Rochester, NY 2012, ISBN 978-1-58046-407-9; edizione tascabile, 2014.
- The Making of an SS Killer: The Life of Colonel Alfred Filbert, 1905–1990, Cambridge University Press, Cambridge, 2016, ISBN 978-1-10714-634-1.
  - (DE)  The Making of an SS Killer. Das Leben des Obersturmbannführers Alfred Filbert 1905-1990, Ferdinand Schöningh, Paderborn, 2017, ISBN 978-3-506-78693-7.
- Mass Violence in Nazi-Occupied Europe, Curatela con David Stahel, Indiana University Press, Bloomington, IN 2018, ISBN 978-0-253-03680-3.
- L'impero della distruzione. Una storia dell’uccisione di massa nazista (Empire of Destruction: A History of Nazi Mass Killing, 2021), traduzione di Alessandro Manna, Collana La Biblioteca, Torino, Einaudi, 2022, ISBN 978-88-062-5377-6.

### Articoli
- Germany's Staatssekretäre, Mass Starvation and the Meeting of 2 May 1941, Journal of Contemporary History, 41/4 (ottobre 2006), pp. 685–700.
- Revisiting the Meeting of the Staatssekretäre on 2 May 1941: A Response to Klaus Jochen Arnold and Gert C. Lübbers, Journal of Contemporary History, 43/1 (aprile 2008), pp. 93–104.
- 'Hierbei werden zweifellos zig Millionen Menschen verhungern.' Die deutsche Wirtschaftsplanung für die besetzte Sowjetunion und ihre Umsetzung 1941–1944, Transit: Europäische Revue, 38 (invernale 2009), pp. 57–77.
- Verhungernlassen als Massenmordstrategie. Das Treffen der deutschen Staatssekretäre am 2. Mai 1941, Zeitschrift für Weltgeschichte, 11/1 (primavera 2010), pp. 81–105.
- A 'War in a Region beyond State Control'? The German-Soviet War, 1941–1944, War in History, 18/1 (gennaio 2011), pp. 109–122.
- The Purpose of the Russian Campaign Is the Decimation of the Slavic Population by Thirty Million: The Radicalization of German Food Policy in Early 1941, Nazi Policy on the Eastern Front, 1941: Total War, Genocide, and Radicalization, a cura di Alex J. Kay et al. University of Rochester Press, Rochester, NY 2012, pp. 101–129.
- Death Threat in the Reichstag, June 13, 1929: Nazi Parliamentary Practice and the Fate of Ernst Heilmann, German Studies Review, 35/1 (febbraio 2012), pp. 19–32.
- Transition to Genocide, July 1941: Einsatzkommando 9 and the Annihilation of Soviet Jewry, Holocaust and Genocide Studies. 27/3 (invernale 2013), pp. 411–442.
- German Economic Plans for the Occupied Soviet Union and their Implementation, 1941–1944, Stalin and Europe: Imitation and Domination, 1928–1953, a cura di Timothy Snyder e Ray Brandon. Oxford University Press, New York 2014, pp. 163–189.
- Dr. Hanns Martin Schleyer: "Ich bin alter Nationalsozialist und SS-Führer". In: Wolfgang Proske (ed.), Täter Helfer Trittbrettfahrer, Band 6: NS-Belastete aus Südbaden. 2nd revised edition. Kugelberg Verlag, Gerstetten 2017, ISBN 978-3-945-89306-7, pp. 301–311.
- Speaking the Unspeakable: The Portrayal of the Wannsee Conference in the Film Conspiracy. In: Holocaust Studies. Vol. 27, 2021, No. 2, pp. 187–200. First published online Open Access, 9 August 2019.
- Crimes of the Wehrmacht: A Re-evaluation. In: Journal of Perpetrator Research. Vol. 3, 2020, No. 1, pp. 95–127.

| Controllo di autorità | VIAF (EN) 319327 · ISNI (EN) 0000 0001 1735 9739 · LCCN (EN) n2006046696 · GND (DE) 132493136 · BNF (FR) cb155286163 (data) · J9U (EN, HE) 987007508177505171 |